# Каширская ГРЭС
Каши́рская ГРЭС имени Г. М. Кржижановского в городе Кашира Московской области, на берегу Оки.
Историческая станция, построена под личным контролем В. И. Ленина по плану ГОЭЛРО.
На момент ввода в строй станция мощностью 12 МВт была второй по мощности теплоэлектростанцией в Европе.

## Собственники, руководство и показатели деятельности
С октября 2012 года предприятие входит в состав Группы Интер РАО, ранее, с 2006 года — находилось в составе оптовой генерирующей компании ОАО «ОГК-1».
Директор — Д.В. Ворожеев..
Число сотрудников на 1 января 2019 года — 530 человек.
Мощность электростанции по состоянию на 2019 год составляла 410 МВт, в качестве топлива используется уголь, мазут и природный газ. В 2021 году выработка электричества прекращена, станция выводится из эксплуатации.

Станция являлась одним из крупнейших промышленных предприятий Каширского района Московской области.

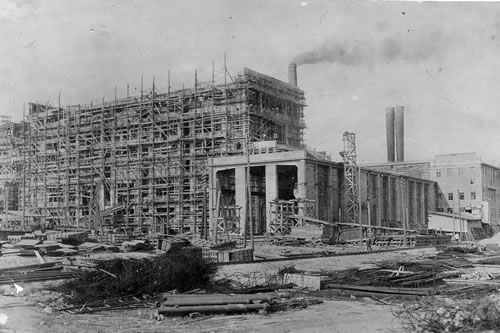
Строительство основного здания

## История
Станция была построена по плану ГОЭЛРО, строительство велось под личным контролем В. И. Ленина. Строилась в 1919—1922 годах, для строительства на месте села Терново возведён рабочий посёлок Новокаширск. Введена в эксплуатацию 4 июня 1922 года, стала одной из первых советских районных ТЭС.

### Эксплуатация с1920-хдо1941 года
С момента запуска на станции проводилась модернизация и интенсификация работы.
Была введена воздушная линия электропередачи Кашира-Москва (длиной около 105 км), она стала первой в стране ЛЭП напряжением 110 кВ.
Благодаря рационализаторским  предложения  инженера  М.Г. Первухина  и их внедрения   в  феврале-апреле  1933г., была разработана новая технология сжигания бурого угля, с её помощью ГРЭС стала лидером в стране по надежности и экономичности оборудования.
В 1939 году коллектив ГРЭС был награждён орденом Ленина «за успешное освоение нового типа энергетического оборудования и безаварийную работу».
В период с конца 1930-х годов по 2000 год уголь поставлялся с шахты № 1 посёлка Горняцкий Подмосковного угольного бассейна.
Кроме утилитарного назначения, станция использовалась в научных целях. На станции работали выдающиеся учёные, в том числе профессор, специалист по теплотехнике В. А. Кириллин (впоследствии академик АН СССР).
В октябре-ноябре 1941 года было демонтировано и эвакуировано оборудование второй очереди электростанции вместе с персоналом. 
За два месяца удалось демонтировать и отправить на восток всё основное оборудование.
Район Каширы был недолго оккупирован вражескими войсками: в результате Тульской наступательной операции (начало декабря 1941 года) нацистские войска были отброшены из этого района. С конца декабря 1941 года эвакуированное оборудование стало возвращаться и в 1942 году было полностью установлено. 
| Дата          | Награда                                         | Формулировка                                                                        |
| ------------- | ----------------------------------------------- | ----------------------------------------------------------------------------------- |
| 1939          | орден Ленина                                    | За успешное освоение нового типа энергетического оборудования и безаварийную работу |
| 1 апреля 1945 | Орден Трудового Красного Знамени                | За успешную работу в годы Великой Отечественной войны (с 1943 года)                 |
| 1946          | Красное знамя Государственного Комитета Обороны | За успешную работу в годы Великой Отечественной войны (с 1943 года)                 |

### Эксплуатация с 1942 года до 1990-х

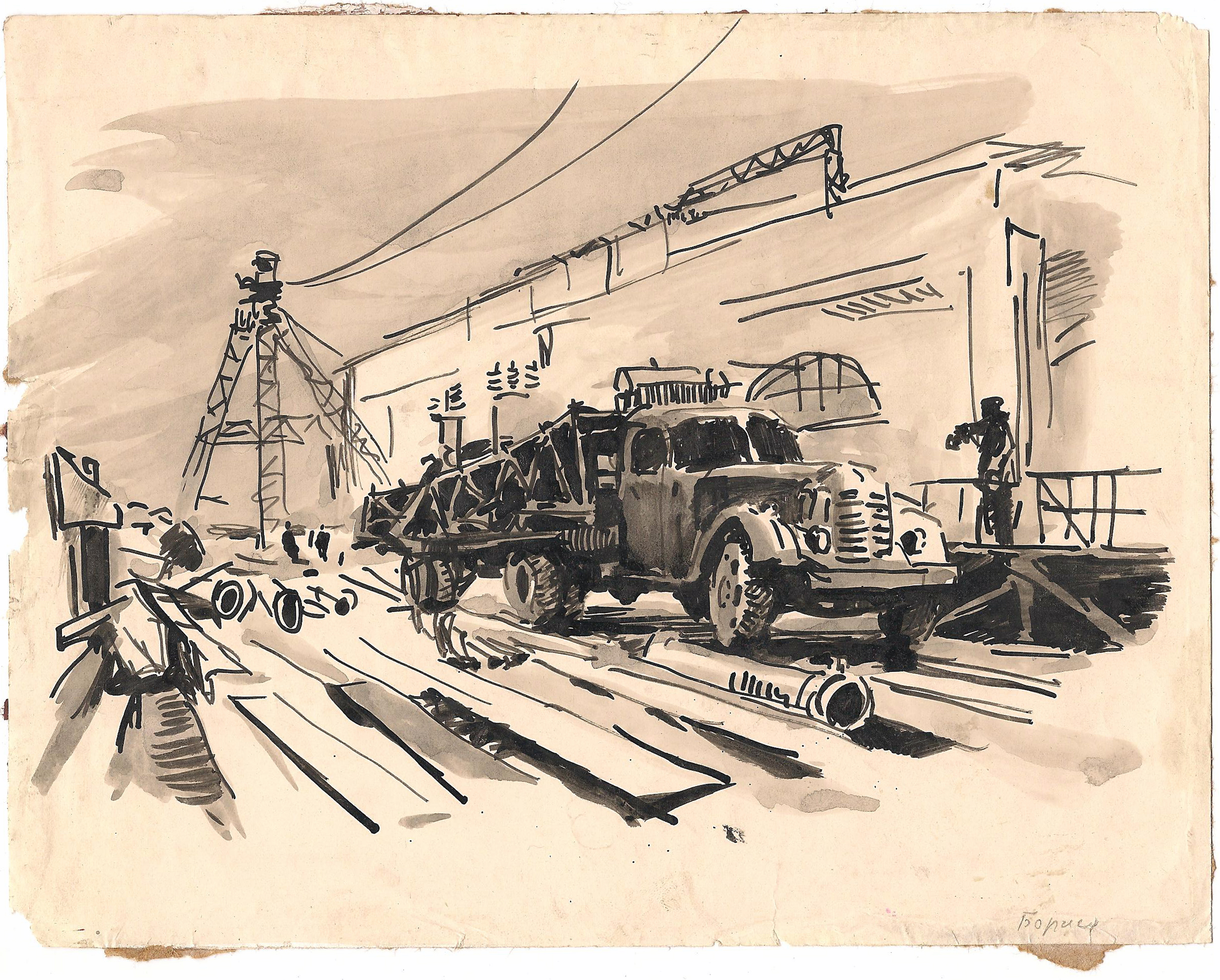
Каширская ГРЭС имени Г. М. Кржижановского. 1956 год.
Тушь, акварель. Художник: А. В. Борисов

Вскоре были разработаны планы по восстановлению станции, оно началось в январе 1942 года.
19 января 1943 года было принято постановление ГКО СССР о топливоснабжении Каширской ГРЭС. В феврале 1943 года коллектив Каширской ГРЭС рапортовал о выходе на полную довоенную мощность. За это 1 апреля 1945 года коллектив электростанции был удостоен второй правительственной награды — ордена Трудового Красного Знамени, в 1946 году коллективу ГРЭС на вечное хранение было вручено Красное знамя Государственного Комитета Обороны.
В 1960-е годы была проведена крупномасштабная реконструкция с заменой основного оборудования:
- Запущена газотурбинная установка мощностью 10 МВт.
- В опытную эксплуатацию принят энергоблок СКР-100 на суперкритические параметры с давлением пара 315 атмосфер и температурой 655 °С.
- Запущены три пылеугольных блока (№ 1, 2, 3) мощностью по 300 МВт каждый (работы закончены к концу 1968 года).
- Построена первая в СССР дымовая труба высотой 250 метров[8][9] (1966[10]). Также, на протяжении нескольких месяцев эта труба была самой высокой в мире[11][12].

К началу 1970-х годов мощность станции достигла 1178 МВт.
- В последующем были сооружены три энергоблока на газомазутном топливе (№ 4, 5, 6) мощностью по 300 МВт каждый. Эти энергоблоки были введены в период до 1976 года.
- В 1983 году был сооружен энергоблок № 7, мощностью 80 МВт, работающий на газе и мазуте, для обеспечения теплом района Кашира-2 (бывший город Новокаширск), численность жителей которого в четыре раза превысила численность жителей «старой» Каширы. Тогда же на электростанции была сооружена вторая дымовая труба высотой 250 метров[13].

К середине 1980-х годов мощность станции достигла 2068 МВт.
5 октября 2002 года 15:32 мск, в результате взрыва на третьем энергоблоке Каширской ГРЭС произошло обрушение кровли здания энергоблока, а также возник пожар. Жертв и серьёзно пострадавших не было.
Энергоблок № 3 после аварии был выведен из эксплуатации, впоследствии демонтирован и полностью заменён.

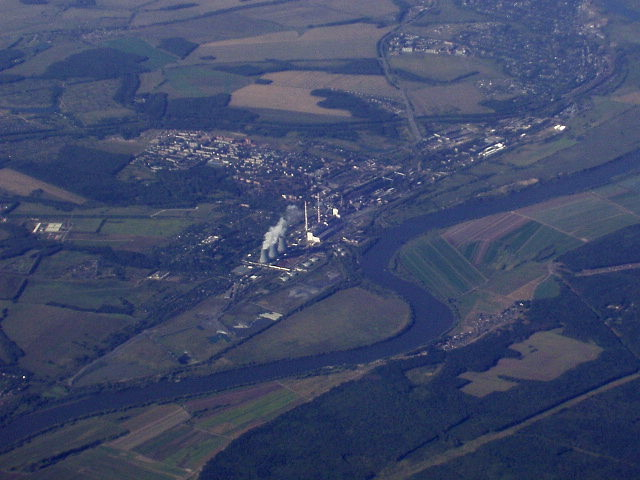
Вид сверху, 2005 г.

### Модернизация 2007—2008 года
По расчётам специалистов ОГК-1 рост потребления электроэнергии в Московской области превышает прогнозируемый в 6 раз. В связи с этим в конце 2005 года было принято решение о восстановлении энергоблока № 3 Каширской ГРЭС.
Это решение продиктовано необходимостью предупреждения проблемы энергодефицита.
Паровая турбина Каширской ГРЭС была модернизирована в 2007—2008 годах. Работы выполнил «Силмаш», 17 июня 2009 года в 13.31 произведен пуск третьего энергоблока, мощностью 330 МВт. Установленная мощность станции достигла 1910 МВт.

### Завершение эксплуатации
С 1 января 2019 года энергоблоки № 1 и № 2 выведены из эксплуатации (два блока по 300 МВт).
В 2019 году выведены из эксплуатации энергоблоки № 4, № 5, № 6. В работе остались энергоблоки № 3,7. Блок № 3 является самым новым, он был полностью заменен после аварии 2002 года.
1 января 2021 года был остановлен последний работавший блок № 3. В работе на станции остаются котлы энергоблока № 7, обеспечивающие теплоснабжение потребителей до постройки новой городской котельной.
C начала сентября 2022 по конец января 2023 были разобраны три градирни высотой 110 метров каждая — на их месте планируется строительство новых энергоблоков.

### Планируемая модернизация
10 сентября 2021 официально на площадке Каширской ГРЭС генеральный директор ПАО «Интер РАО» Борис Ковальчук, губернатор Московской области Андрей Воробьёв и генеральный директор АО «Силовые машины» Александр Конюхов дали старт модернизации Каширской ГРЭС.
«Интер РАО» в рамках КОММод-ПГУ введёт 896 МВт на Каширской ГРЭС к 2028 году. Планируется строительство двух дубль блоков ПГУ-460 на базе полностью российской газовой турбины ГТЭ-170.1, созданной АО «Силовые машины» при поддержке Минпромторга России. Первая такая турбина поставлена на ГРЭС 3 марта 2025 года.

## Дополнительные факты
Одна из труб служит также опорой ЛЭП. Подобными примерами также являются Архангельская ТЭЦ, Конаковская ГРЭС (Конаково, Тверская область), Выборгская ТЭЦ (Санкт-Петербург), Ириклинская ГРЭС (пос. Энергетик, Оренбургская область), Трипольская ТЭС (Украина), Молдавская ГРЭС (Приднестровье).
6 июня 2016 произошло возгорание на третьей градирне.  Из информационных источников[каких?] стало известно, что облицовка сгорела полностью за 7 минут. Видеозапись пожара была на камерах охраны. Ролик после появился в интернете. Во время пожара куски обшивки разлетались на значительное расстояние.  На данный момент (2024 год) градирня полностью демонтирована.

## Перечень основного оборудования
| Агрегат       | Тип           | Изготовитель                 | Количество | Ввод в эксплуатацию | Основные характеристики | Основные характеристики | Источники            |
| Агрегат       | Тип           | Изготовитель                 | Количество | Ввод в эксплуатацию | Параметр                | Значение                | Источники            |
| ------------- | ------------- | ---------------------------- | ---------- | ------------------- | ----------------------- | ----------------------- | -------------------- |
| Паровой котёл | БКЗ-320-140ГМ | Барнаульский котельный завод | 2          | 1983 г. 1987 г.     | Топливо                 | газ, мазут              | [ 23 ] [ 29 ] [ 30 ] |
| Паровой котёл | БКЗ-320-140ГМ | Барнаульский котельный завод | 2          | 1983 г. 1987 г.     | Производительность      | 320 т/ч                 | [ 23 ] [ 29 ] [ 30 ] |
| Паровой котёл | БКЗ-320-140ГМ | Барнаульский котельный завод | 2          | 1983 г. 1987 г.     | Параметры пара          | 140 кгс/см2, 570 °С     | [ 23 ] [ 29 ] [ 30 ] |